# 第一次巴亚尔内阁
第一次巴亚尔内阁是2007年至2008年间蒙古国政府内阁。

## 沿革
蒙古国执政党蒙古人民革命党（人革党）第25次代表大会于2007年10月底选举原蒙古人民革命党中央委员会总书记桑吉·巴亚尔为新的蒙古人民革命党中央委员会主席，并通过了“党主席与总理职务应由同一人担任”的决议。蒙古国总理米耶贡布·恩赫包勒德遂于2007年11月初根据所属的人革党的决议辞去总理职务。
国家大呼拉尔于2007年11月底任命人革党新任主席桑吉·巴亚尔为政府总理，巴亚尔随后提名并经国家大呼拉尔会议通过，于2007年12月初任命各部部长。截至2007年12月13日，新一届政府的16位内阁成员全部产生。

## 组成
2007年12月产生的16位内阁成员为（未注明者均为2007年12月任命）：
1. 总理：桑吉·巴亚尔（人革党）（2007年11月任命）
2. 副总理：米耶贡布·恩赫包勒德（前总理，人革党）
3. 部长、政府办公厅主任：尼亚马·恩赫包勒德（前外长，人革党）
4. 社会福利和劳动部部长：达木丁·登贝尔勒（人革党）
5. 财政部部长：楚勒特木·乌兰（人革党）
6. 法律和内务部部长：曾德·蒙赫奥尔吉勒（人革党）
7. 教育、文化和科技部部长：诺日道布·包勒尔玛（人革党）
8. 燃料和动力部部长：其米德·呼日勒巴特尔（人革党）
9. 健康部部长：宾巴·巴特赛莱登（人革党）
10. 交通运输和旅游部部长：拉德纳巴扎尔·拉希（人革党）[4]
11. 工业和贸易部部长：哈勒兹呼·纳兰呼（人革党）
12. 自然环境部部长：冈呼亚格·希勒格丹巴（人革党）[5]
13. 国防部部长：扎米彦道尔吉·巴特呼亚格（民族新党）
14. 建筑和城市建设部部长：策仁达希·朝勒蒙（民族新党）
15. 食品和农业部部长：策仁道尔吉·冈呼亚格（公民意志党）
16. 外交部部长：桑加苏伦·奥云（公民意志党）